# Comuna Loknîste, Mena
Loknîste (în ucraineană Локнисте) este o comună în raionul Mena, regiunea Cernihiv, Ucraina, formată din satele Horîțea, Husavka și Loknîste (reședința).

## Demografie
Componența lingvistică a comunei Loknîste
     Ucraineană (97,19%)
     Rusă (2,55%)
     Alte limbi (0,15%)
Conform recensământului din 2001, majoritatea populației comunei Loknîste era vorbitoare de ucraineană (97,19%), existând în minoritate și vorbitori de rusă (2,55%).